# Vernanimalcula
Vernanimalcula – nazwa nadana grupie skamieniałości uznanych w momencie odkrycia za reprezentujące najstarsze znane zwierzę o dwubocznej symetrii ciała, żyjące w morzach ok. 600–580 mln lat temu w prekambrze. Vernanimalcula miała być owalnego kształtu zwierzęciem o trójwarstwowej budowie ciała, posiadać otwór gębowy, jelito, parzyste jamy ciała (woreczki celomatyczne) i odbyt, oraz osiągać rozmiary 100–200 μm.
Niektórzy uczeni podważyli tę koncepcję, sugerując, że Vernanimalcula to specyficzny typ przekroju przez skamieniałości akritarchów i pierwotniaków takich jak Tianzhushania oraz że kluczem do struktury tożsamości zwierząt są efekty mineralizacji, które nie stanowią tkanek biologicznych, a ponadto, że nie jest możliwe uzyskanie jej anatomicznych rekonstrukcji na podstawie dostępnych dowodów.
Wszystkie przypisywane do rodzaju Vernanimalcula skamieniałości zostały odkryte w osadach formacji Doushantuo w okolicach miejscowości Weng’an w chińskiej prowincji Kuejczou. Nazwa Vernanimalcula oznacza „małe zwierzę wiosenne”, co nawiązuje do hipotezy wielkiej epoki lodowcowej, która miała się zakończyć właśnie ok. 580 mln lat temu.